# Plugin

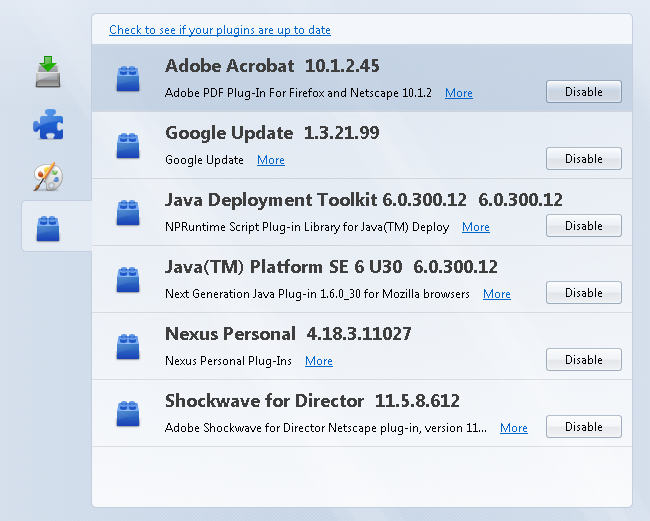
Mozilla Firefox afișând o listă de programe de tip plugin instalate

Plugin (cuvânt englez compus care se pronunță [plag in]), numit și plug-in, add-in, addin, add-on, addon, extensie sau insert, este un tip de program care poate să se integreze într-un alt program (numit „de bază”) pentru a îndeplini funcții specifice. Exemple tipice de plugin sunt cele pentru afișarea formatelor grafice (de ex. SVG dacă browserul nu include implicit acest format), pentru a executa fișiere multimedia, pentru a cripta/decripta e-mailuri (de exemplu PGP), sau pentru a filtra imagini în programe grafice. Programul de bază (un browser, un client de poștă electronică ș.a.) setează un standard pentru schimbul de date cu programele plugin, permite accesul acestora la anumite date din programul de bază și execută cererile lor.
Mulți producători de software cu renume oferă dezvoltatorilor de programe API-uri (Application Programming Interface) pentru programe de tip plugin, pentru a mări utilitatea produsului de bază.

## Etimologie
Cuvântul plugin își are originea în verbul englez plug-in, care înseamnă a conecta / a insera. De aici și varianta de insert folosită în anumite programe de software în limba română (ca Windows sau Office). 